# Ген, Тевье Григорьевич
Тевье Григорьевич Ген (идиш טבֿיה (טעוויע) גען‎‎; 1912, Шадов, Ковенская губерния, Российская империя — 22 марта 2003, Бат-Ям, Израиль) — еврейский советский поэт, публицист, редактор, репортёр. Писал на идише.

## Биография
Тевье Григорьевич Ген родился в 1912 году в местечке Шадов
Паневежского уезда Ковенской губернии. Отец — Григорий Ген, работал учителем математики и занимался переплетом святых книг. Во время Первой мировой войны, когда евреев высылали из приграничных районов как неблагонадежный элементов, Гены были вынуждены переехать из Литвы в Мариуполь. В Мариуполе семья, состоящая из 8 детей и родителей, жила очень бедно: квартира Генов располагалась в здании бывшего склада в подвальном помещении, а отец писателя работал ночным сторожем, не найдя работы по специальности. От нервного потрясения Григорий Ген вскоре скончался, за ним умерла и мать писателя, а также все четверо его братьев.
Незадолго до смерти матери попал в распределитель для детей-сирот, затем воспитывался с 5 до 11 лет в мариупольском детском доме им. Переца. В раннем возрасте начал проявлять литературный талант. Учитель, заметив его литературные способности, в возрасте 11 лет отправил его в детский дом под Харьковом, чтобы у мальчика была возможность ездить в Харьков в школу на Рыбной улице. Учился там с Эммануилом Казакевичем и вместе с ним впоследствии окончил индустриальный техникум. После окончания работал токарем на Харьковском паровозостроительном заводе. Вместе с Борисом Миллером, Эммануилом Казакевичем и Гиршем Диамантом принадлежал к харьковской молодёжной литературной группе «Птичье молоко».
В 1931 году переехал из Харькова в Москву и переводом был зачислен на 2 курс еврейского литературно-лингвистического отделения (Евлитло) Московского государственного педагогического института. В 1931 году в журнале «Красный мир» напечатал свой первый рассказ «Плохой день». В 1932 году в московском издательстве «Литература и искусство» вышла в свет его первая книжка «Новеллы».
После окончания Московского еврейского государственного пединститута в 1934 г. отправился на Дальний Восток и до 1936 года работал в Биробиджане в газете «Биробиджанер штерн». Женился в 1939 г. на Голде Файнбойм. С 1941 г. в Москве работал в Объединении государственных книжно-журнальных издательств в отделе рекламы редактором библиографии, после — репортером в газете «Дер Эмес». В 1941 г. вышло расширенное издание новелл Тевье Гена в издательстве «Дер эмес». После начала Великой Отечественной войны ушёл в ополчение вместе с другими сотрудниками редакции «Дер Эмес».
28 октябре 1941 г. в ходе наступления на д. Селезневка под Москвой был ранен. После ранения попал в колхоз «Оборона» в Киргизской АССР, где работал сторожем на молочной ферме, далее проходил службу в Новосибирске.
В 1932 году в московском издательстве «Литература и искусство» вышла в свет его первая книжка «Новеллы». В 1944 г. издал сборник военных рассказов «Уцелевшая тетрадь», написанных в госпитале.
После войны Ген работал в издательстве «Дер Эмес», но после его закрытия в 1948 г. был вынужден работать наборщиком на типографии железной дороги. Во время кампании по борьбе с космополитизмом и значительного сокращения книгоиздания на идише занимался с дочерью Лилией Ген переводами своих произведений на русский язык. В 1955 году выходит его первый перевод на русский язык книги «Скромные люди» и только в 1961 г. в «Советиш Геймланд» выходит его рассказ на идише.
По приглашению Арона Вергелиса стал членом редколлегии единственного в СССР еврейского журнала «Советиш Геймланд» («Советская Родина»), где почти ежегодно публиковал свои романы и повести, очерки и рассказы.
После закрытия журналов «Советиш Геймланд» и «Ди идише гас» Тевье Ген репатриировался в Израиль в 1998 году. Скончался в Бат-Яме в возрасте 90 лет.

## Семья
Жена — биолог Голда Файнбойм. Дети: дочь — Циля (Лилия) Ген, сын — Илья. Циля является членом Союза писателей, перевела на русский многие произведения отца.

## Характеристика творчества
…Тевье Ген был одним из последних представителей той плеяды еврейских писателей, которые сумели пережить сталинские репрессии и продолжить в труднейших условиях литературное творчество на идиш.— Шломо Громан,"Новости недели", 15 апреля 2003 года

## Основные произведения
- Скромные люди [Текст]: повести и рассказы: пер. с евр. / Т. Ген. – М.: Сов. писатель, 1962. – 343 с., 30 000 экз.
- Годы далекие, годы близкие [Текст]: повести и рассказы / Т. Ген ; Т. Ген; пер. с еврейск. – М.: Сов. писатель, 1967. – 346 с., 30 000 экз.
- Стальной ручей. Роман. -  М., Советский писатель, 1974. - 360 с., 30 000 экз.
- Стальной ручей [Текст]: роман / Т. Ген ; пер. с еврейск. автора и Т. Г. Ген. - Москва: Художественная литература, 1980. - 350 с., 50 000 экз.
- Дорога, уходящая вдаль: повести, рассказы, очерки  : перевод с еврейского / Т. Ген. - Москва, 1980. - 390 с., 30 000 экз.
- Первый заработок [Текст]: рассказы / Т. Ген. — Москва: Детская литература, 1984. — 64 с., 100 000 экз.
- Наши времена: Роман, повести, рассказы / Тевье Ген; Пер. с евр. Л. Ген. - М.: Сов. писатель, 1984. - 400 с., 30 000 экз.
- Приметы : Повести и рассказы / Тевье Ген; Пер. с евр. Л. Карминской. - Москва: Советская Россия, 1986. - 320 с., 50 000 экз.